# Hiarchas
Hiarchas (лат.) — род клопов из семейства древесных щитников. Эндемик Австралии.

## Описание
Длина тела около 1 см. От близких родов отличается следующими признаками: скутеллюм очень широкий базально, сужается дистально, суженная часть длиннее. Параклипеи достигают переднего конца антеклипеуса, но не выходят за его пределы;
1-й усиковый сегмент чётко выступает за передний конец головы, 5-й усиковый сегмент довольно широкий; рострум достигает передних концов средних тазиков, дистальный конец 1-го сегмента рострума на уровне с передней границей глаза; максиллярный бугорок присутствует, но слабо развит. Отверстие-носик ароматической железы удлинённое, занимает половину или более ширины метаплеврона. Пронотум бороздчатый медиально, борозда окаймлена приподнятыми боковыми областями, образующими отчетливые противоположные створки. Антенны 5-члениковые. Лапки состоят из двух сегментов. Щитик треугольный и достигает середины брюшка, голени без шипов.
- Hiarchas angularis (Reuter, 1881)
  - syn. Andriscus angularis Reuter, 1881
- Hiarchas bifasciculatus (Reuter, 1881)
  - syn. Andriscus bifasciculatus Reuter, 1881
- Hiarchas crassicornis (Walker, 1867)
  - syn. Stauralia crassicornis Walker, 1867
- Hiarchas terminalis (Walker, 1867)
  - syn. Stauralia terminalis Walker, 1867